# Соболево (Гагинский район)
Соболево — село в составе Покровского сельсовета Гагинского района Нижегородской области. На 2017 год в деревне числилась 3 улицы — Луговая, Трудовая и Центральная.

## География
Село располагается на правом берегу реки Пьяны через которую близ села перекинут бетонный мост. С севера к селу примыкает село Сурочки. Находится в 10 км восточнее районного центра — села Гагино, и в 144 км от Нижнего Новгорода.

## Население
| 2002 | 2010 |
| ---- | ---- |
| 74   | ↘38  |